# Kim Ryeo-ryeong
Kim Ryeo-ryeong (Seúl, 1971) es una escritora de Corea del Sur.

## Biografía
Kim Ryeo-ryeong nació en Seúl en 1971. Se crio en esta ciudad en la casa de su abuela materna y en Daejeon en la casa de su bisabuela paterna. Creció escuchando las viejas historias que le contaban sus abuelas, que ejercieron una influencia imponderable en su infancia.
Cuando estaba en el bachillerato, vio una película de artes marciales de Hong Kong llamada Yes, Madam y de inmediató se inscribió en una academia para aprender kung fu. El entusiasmo no le duró más de un año, pero la experiencia le fue muy útil para escribir su superventas Wandeuk, que incluye un gimnasio de kickboxing como escenario de fondo.
Siempre quiso estudiar literatura, pero fue recién después de los treinta años que pudo estudiar escritura creativa en el Instituto de las Artes de Seúl.

## Obra
Su obra se centra en general en temas de la adolescencia. Los personajes de Kim Ryeo-ryeong son gente corriente, personas comunes con las que podemos toparnos en cualquier callejuela, pero vistos más de cerca, son seres que esconden profundas y duras cicatrices bajo la máscara de una sonrisa. De todos modos, la autora siempre parece decirnos que aún en la vida más triste y trágica, brilla de a ratos el sol.
Ha ganado numerosos premios, incluidos el Premio Munhak Dogne de Literatura infantil en 2007 por Un caballito de mar vive en mi corazón, el Premio Literario Ma Hae-song en 2007 por El niño que trajo los recuerdos y el Premio Changbi en 2007 por Wandeuk.
Wandeuk fue un éxito editorial inmediato y fue declarada la mejor novela del año en una encuesta hecha por la librería en línea Aladdin, el portal de Internet egloos y allblog.  Vendió más de 700.000 ejemplares y fue adaptado al cine en 2011 con el título en inglés de Punch.
Otra novela, Mentiras elegantes (2009), fue llevada al cine en 2014 con el mismo título por el director Lee Han, el mismo de Punch.
.

## Obras
- El niño que trajo los recuerdos (Gieokeul gajeoon ai 2007)
- Un caballito de mar vive en mi corazón (Nae gaseume haemaga sanda 2007)
- Wandeuk (Wandeuk 2008)
- Tengo que hacerme famoso (Naneun kkok yumyeonghaejyeoya dwae 2007)
- EL ruidoso apartamento verde (Yoranyoran pureun apateu 2008)
- Astutos siete años (Angkeumhan ilgopsal 2009)
- Mentiras elegantes (Uwahan geojitmal 2009)
- ¿Alguna vez ha visto a esa persona? (Geu sarameul bon jeogi innayo? 2011)

## Premios
- 2007 Premmio Munhak Dongne de Literatura infantil (Un caballito de mar vive en mi corazón)
- 2007 Premio Literario Ma Hae-song (El niño que trajo los recuerdos)
- 2007 Premio Changbi (Wandeuk)
- 2008 Premio de Literatura de First Blogger's Literature Grand Award (Wandeuk)